# Argentina Hills
Argentina Schifano Hills (Pola, 4 ottobre 1921) è un'imprenditrice italiana naturalizzata statunitense.
A 14 anni emigrò a New York con la famiglia e acquisì la cittadinanza statunitense. A metà degli anni quaranta, incontrò Ángel Ramos, proprietario del quotidiano portoricano El Mundo e successivamente fondatore dell'emittente televisiva Telemundo.
Dopo la morte di Ramos (1960), rilevò il ruolo del marito nel gruppo Empresas El Mundo. Tre anni dopo, sposò il giornalista statunitense Lee Hills, che successivamente diventò presidente del gruppo Knight Ridder.
Per circa cinquanta anni è stata presidentessa della Fondazione Ángel Ramos. Per due volte, fu anche presidentessa della Società interamericana della stampa, assieme al suo secondo marito.

## Premi
- Premio Maria Moors Cabot: 1968[2]